# كريزي ماشينز (لعبة فيديو)
كريزي ماشينز (بالإنجليزية: Crazy Machines)  هي لعبة إلكترونية من نوع لعبة الألغاز والذكاء ، أنتجت سنة 2005 ، يُعطى اللاعب مجموعة من المكونات الميكانيكية لبناء آلة معقدة لحل هدف والتقدم إلى اللغز التالي في اللعبة.
يقوم اللاعبون ببناء آلات خيالية تقوم fتدوير التروس وسحب الرافعات لبناء آلات غريبة الشكل. يمكن للاعب حل أكثر من 200 من الألغاز الصعبة وتجربة التروس والروبوتات والمتفجرات في معمل افتراضي. تستخدم اللعبة محركًا فيزيائيًا لمحاكاة المتغيرات المختلفة داخل اللعبة مثل ضغط الهواء والكهرباء والجاذبية وتأثيرات الجسيمات.

## وصلات خارجية
- PDF solutions for all officially released experiment packs[وصلة مكسورة]
- Review in School Library Journal, September 2007.
- Review نسخة محفوظة 10 فبراير 2012 على موقع واي باك مشين. in Power to Learn.
- Machines is Up to the Challenge Washington Post, March 2006.